# 北京第一实验小学
北京第一实验小学（英語：Beijing First Experimental Primary School）是中國北京市重点小学之一。前身為“國立高等師範學校附屬小學校，于1912年创立，位於琉璃廠古文化街北側。

## 历史

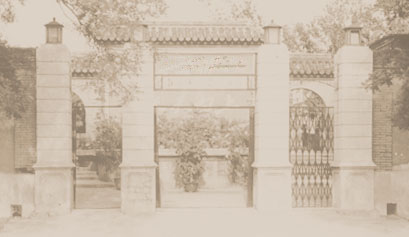
旧校门

1955年10月，学校更名为北京第一实验小学。1988年，位于南新华街西侧，占地1.2万平方米的新校园落成，邓颖超亲自参加了新校园的奠基典礼。新校园拥有三个各成一体，但又由廊桥互相联系的教学区，并附带体育馆，阶梯教室，艺术文化楼，综合食堂等设施。

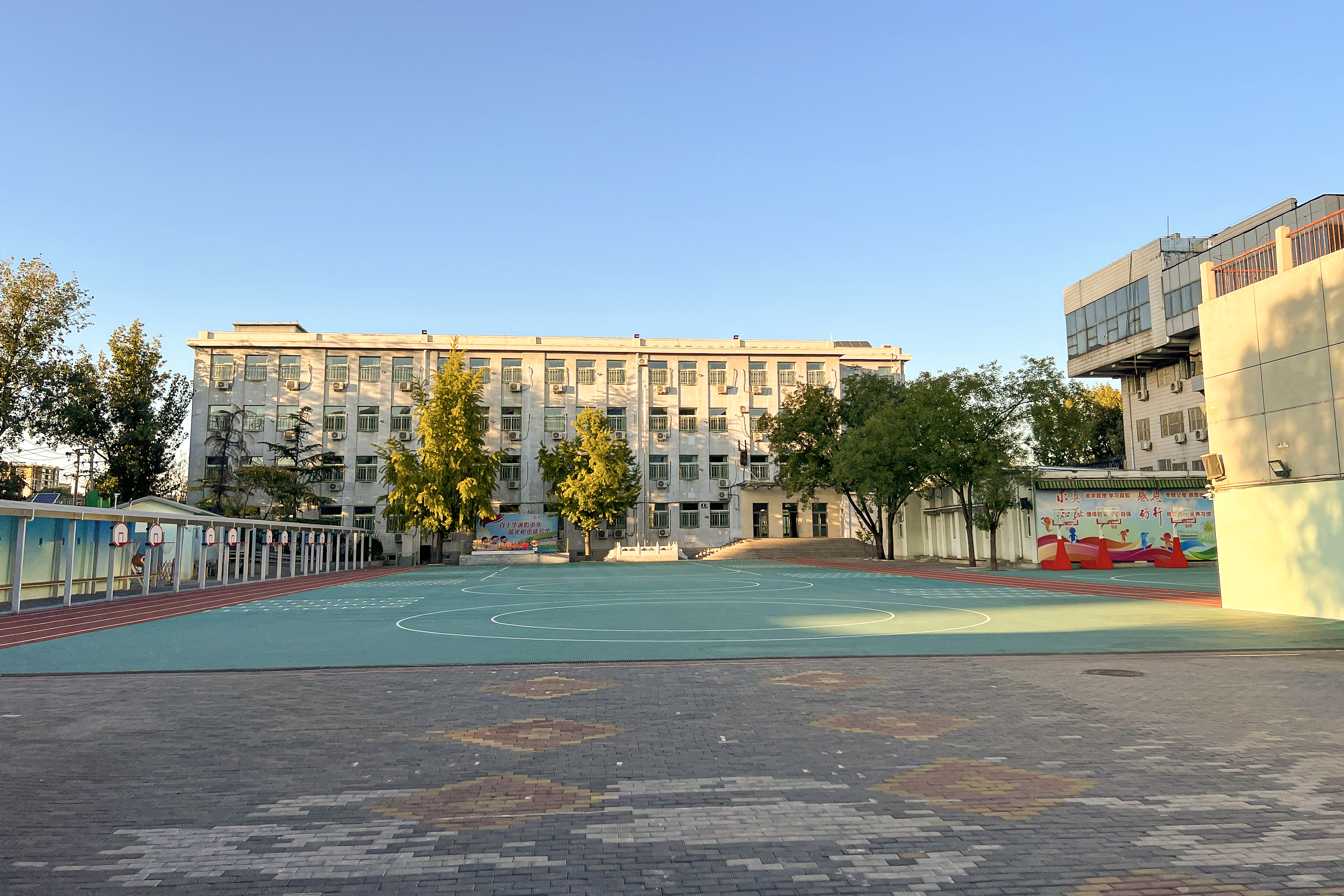
虎坊桥校区
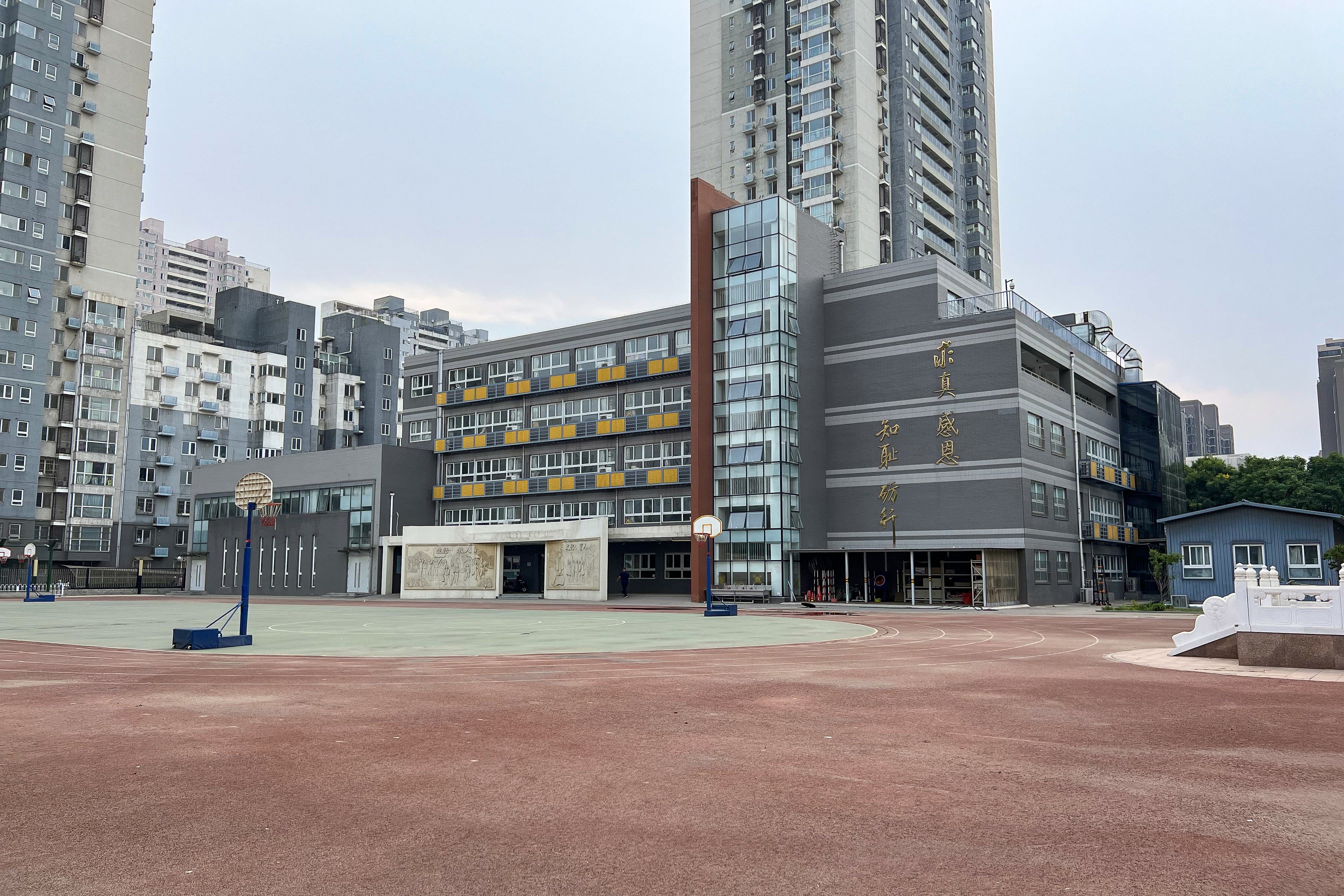
广外校区
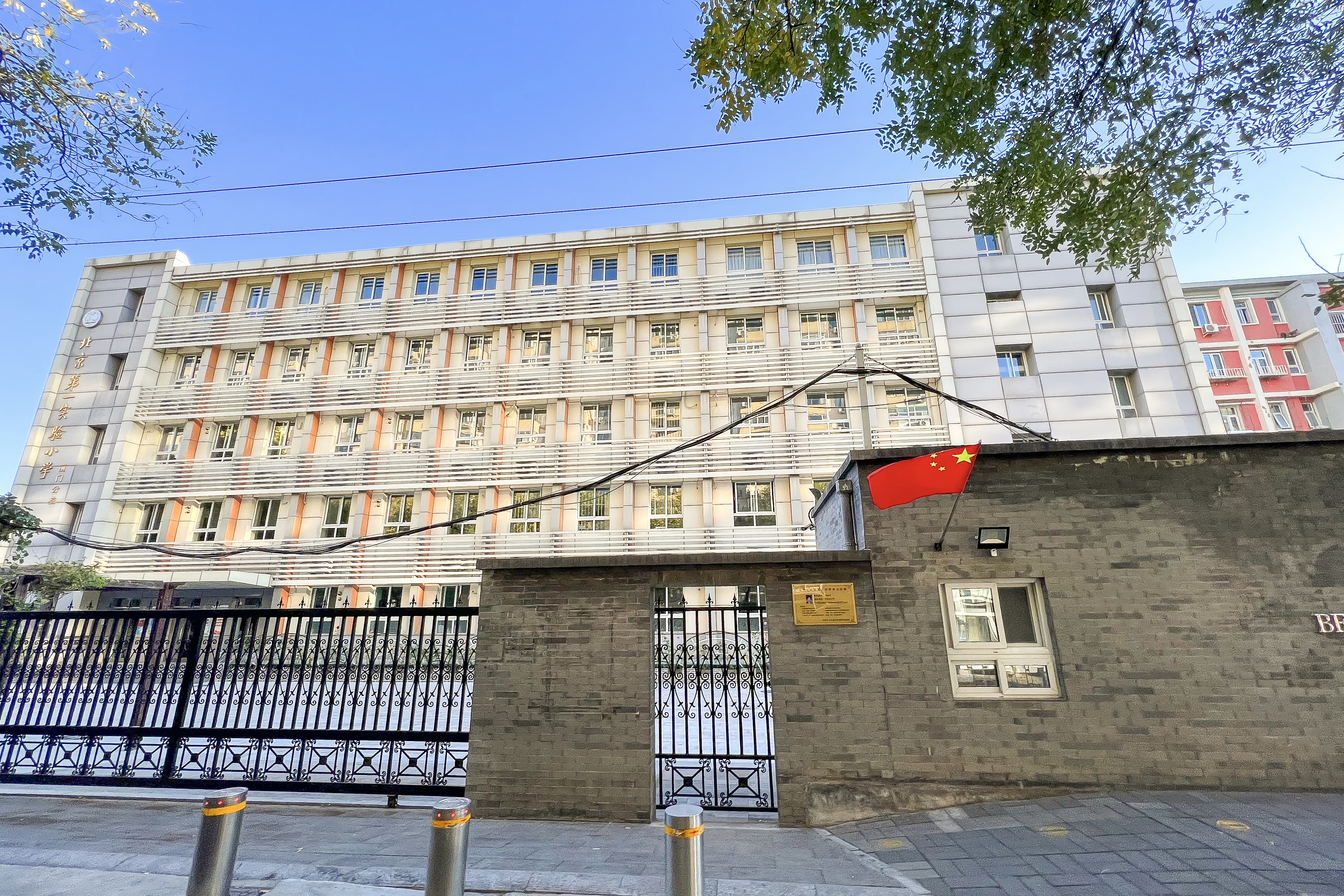
前门分校

## 著名校友
- 錢學森
- 薄熙來
- 劉平平
- 陳小魯
- 张维
- 林海音
- 马大猷
- 邢质斌
- 王瑶